# Стрілець (фільм, 2007)
«Стрілець» (англ. Shooter) — американський художній фільм, бойовик 2007 року. Фільм вийшов на екрани в США 23 березня і 19 квітня 2007 року в Україні. Дистриб'ютор в Україні — компанія B&H.

## Головні ролі
- Марк Волберг: Боб Лі Свеґґер
- Майкл Пенья: Нік Мемфіс
- Денні Ґловер: Полковник Джонсон
- Кейт Мара: Сара Фенн
- Еліас Котіас: Джек Пейн
- Рона Мітра: Алурдес Ґаліндо
- Нед Бітті: Сенатор Чарльз Мічам
- Лейн Гаррісон: Донні Фенн

## Сюжет
Сюжет фільму частково базований на романі американського письменника Стівена Гантера — «Місце удару» (Point of Impact). На відміну від ветерана в'єтнамської війни у романі, головний герой фільму сучасний снайпер екстра-класу — Боб Лі Свеґґер. В результаті змови Боба підставляють злочинці, які вчинили вбивство африканського архієпископа. Щоб виправдатися, Боб мусить знайти справжніх вбивць і тих, хто стоїть за ними.
Боб Лі Свеґґер — досвідчений снайпер високого класу, ветеран війни у Африці. Під час останньої служби він втратив там свого найкращого друга. Тепер він відійшов від справ і живе самітником у горах штату Арканзас. Несподівано, до нього приїздять працівники ФБР, які пропонують йому спланувати вбивство президента з тим щоби ФБР навчилося, як запобігти справжньому замахові. Після деякого вагання Боб погоджується і приїздить до Філадельфії, де президент разом з ефіопським архієпископом мають виступати. Несподівано, на виду у всіх архієпископа вбиває снайпер і Боба, який спостерігав за цим ранить поліцейський. Боб офіційно звинувачений, як вбивця, розуміє що він був підставлений і мусить втікати від поліції та ФБР.
Поранений Боб знаходить притулок у вдови свого бойового товариша і трохи одужавши починає готувати план, як виправдати своє ім'я і помститися справжнім вбивцям. Він залучає у поміч молодого агента ФБР — Ніка Мемфіса, якого йому вдається переконати у своїй невинності. З його допомогою вони дізнаються про справжні мотиви вбивства і про тих, хто стоїть за цією змовою. Боб і Нік знаходять іншого відомого снайпера, який можливо був справжнім вбивцею, але він кінчає життя самогубством. Перед смертю він повідомив про те, що корені цього злочину йдуть далеко у державні кола Вашингтону і також про те, що вдова його колишнього друга була викрадена змовниками. Раптом з'ясувалося, що будинок оточений і що злочинці використовували справжнього вбивцю як приманку для Боба і його товариша. Їм однак, вдається втекти і вони зустрічаються з корумпованими працівниками ФБР та сенатором США, що стоять за цим злочином. Врятувавши викрадену жінку, Боб Свеґґер сам здається працівникам ФБР розраховуючи на правосуддя. Однак, з'ясовується що злочинці мають впливових друзів у Конгресі США і притягнути їх до відповідальності не просто. Довівши свою непричетність до вбивства та вийшовши на свободу, Боб бере закон у власні руки і розправляється зі злочинцями сам.

## Касові збори
Під час показу в Україні, що розпочався 19 квітня 2007 року, протягом перших вихідних фільм зібрав $85,395 і посів 3 місце в кінопрокаті того тижня. Фільм опустився на десяту сходинку українського кінопрокату наступного тижня і зібрав за ті вихідні ще $5,040. Загалом фільм в кінопрокаті України пробув 3 тижні і зібрав $178,826, посівши 74 місце серед найбільш касових фільмів 2007 року. Стрілець зібрав 47 мільйонів доларів у США та Канаді та 48,7 мільйона доларів на інших територіях, що становить 95,7 мільйона доларів при виробничому бюджеті в 61 мільйон доларів.